# Domício (conde do Oriente)
Domício (em latim: Domitius) foi um oficial romano do século IV, ativo sob os imperadores Constâncio II (r. 337–361), Valentiniano I (r. 364–375) e Valente (r. 364–378). Talvez pode ser associado a Domício Eutrópio.

## Vida
Domício era filho de indivíduo de nome desconhecido e irmão de Eumólpio. Tinha filhos que foram estudar na Fenícia e Egito e era parente do sofista Libânio. Aparece pela primeira vez em 357-358, quando serviu no séquito do prefeito pretoriano da Ilíria Anatólio (357–359), talvez como assessor. Em 357, estava em Antioquia e foi chamado por Anatólio e em 358 viajou de Constantinopla a Antioquia. Depois, ocupou alto ofício na Síria, talvez conde do Oriente, mas como o posto estava ocupado entre 358-364, ocupou-o após essa data. Tinha um assessor e transporte oficial. Usou Antioquia como base para visitar as cidades sob sua autoridade. Uma das orações de Libânio (XI.21) dá indícios de que o Egito estava sob sua autoridade, mas nessa passagem afirma-se que seria uma desgraça se fosse ao Egito sem ter recebido um panegírico de Libânio, e a ela se segue outra passagem que sugere que seu ofício deveria chegar ao fim. Os autores da PIRT sugerem que sua visita ao Egito como referido em Libânio ocorreu após ele desistir de seu ofício e pelo que se sabe por inferência textual, Domício solicitou um panegírico de Libânio, mas ofendeu-se ao ter outra pessoa executando-o.